# ランディ・ウィットマン
ランディ・スコット・ウィットマン（Randy Scott Wittman, 1959年10月28日 - ）は、アメリカ合衆国の元バスケットボール選手。北米男子プロバスケットボールNBAのアトランタ・ホークス、サクラメント・キングス、インディアナ・ペイサーズでプレーした。2012年から2016年にかけてはワシントン・ウィザーズのヘッドコーチを務めた。2017年9月のよりオーランド・マジックのチーム相談役。インディアナ州インディアナポリス出身。身長193cm、体重86kg。

## 選手時代
1983年1巡目22位でワシントン・ブレッツより指名を受けNBAプレーヤーとなった。アトランタ・ホークスにトレードされ、キャリアの大半で5シーズンをプレーした。その後、サクラメント・キングス、インディアナ・ペイサーズで4シーズンプレーした後引退した。NBA通算成績は、543試合に出場し760リバウンド、1,201アシスト、4,034得点を記録している。

## ヘッドコーチ時代
1992年、最後にプレーしたインディアナ・ペイサーズでボブ・ヒルのもとでアシスタントコーチとしてキャリアをスタートさせた。その後、ダラス・マーベリックス、ミネソタ・ティンバーウルブズでアシスタントコーチを務め、1999年クリーブランド・キャバリアーズヘッドコーチに就任し3シーズン指揮を執った。2007年ミネソタ・ティンバーウルブズのヘッドコーチを1シーズンした後、ワシントン・ウィザーズで、エディー・ジョーダン、エド・タブスコット、フリップ・ソーンダーズのもとでアシスタントコーチを3シーズン務め、2011-2012シーズンの途中で、フリップ・ソーンダーズよりヘッドコーチを受け継ぎ、2013-14シーズンは44勝38敗を記録し、ウィザーズを2008年以来のプレーオフ進出に導いた。チームはカンファレンスセミファイナルまで進出し、インディアナ・ペイサーズから2勝をあげたが敗退。2014-15シーズンも46勝36敗を記録し、プレーオフではクォーターファイナルでトロント・ラプターズを4戦全勝で一蹴。続くアトランタ・ホークス戦は、ジョン・ウォールが左手を骨折した影響もあり、2勝4敗で敗れたが、ポール・ピアースの奮闘などで激戦を展開した。しかし、2015-16シーズンはピアースの移籍の穴を埋めきれず、5割前後を往復する不安定な戦いに終始し、41勝41敗でプレーオフも不出場に終わり、シーズン最終戦終了後に解任された。
2017年9月3日、オーランド・マジックに "コーチング・コンサルタント"  という肩書きで、チームの相談役に就任したことが発表された。